# Mina Carlson-Bredberg
Vilhelmina (Mina) Carlson, född Bredberg 2 september 1857 i Stockholm, död 9 juni 1943 i Stockholm, var en svensk målare. 
Mina Carlson var dotter till statsrådet Henrik Wilhelm Bredberg. Hon började som elev hos Kerstin Cardon och Amanda Sidvall i Stockholm och fortsatte därefter sina studier vid Académie Julian i Paris 1883–1890. Efter sin återkomst var hon verksam som lärarinna vid Elisabeth Keysers målarskola i Stockholm. Mina Carlson företog resor till många länder och knöt bland annat varaktiga förbindelser inom den brittiska Arts and Crafts-rörelsen. 
Mina Carlsons produktion omfattar i första hand porträtt. Under 1890-talet utvecklades hennes av impressionisterna influerade realism mot en ljusare och friare expressionistisk stil, som starkast kommer till uttryck i hennes vardagliga barnskildringar.
Hon ställde ut ett porträtt i Parissalongen 1887 och sitt självporträtt vid Världsutställningen i Paris 1889. Därefter ställde hon ut porträtt såväl i Sverige som i Paris, Köpenhamn och Chicago. Carlson finns representerad vid bland annat Göteborgs konstmuseum och Nationalmuseum i Stockholm.
Hon var gift första gången med protokollsekreteraren W. Swalin och andra gången med kanslirådet G. Carlson.

## Galleri

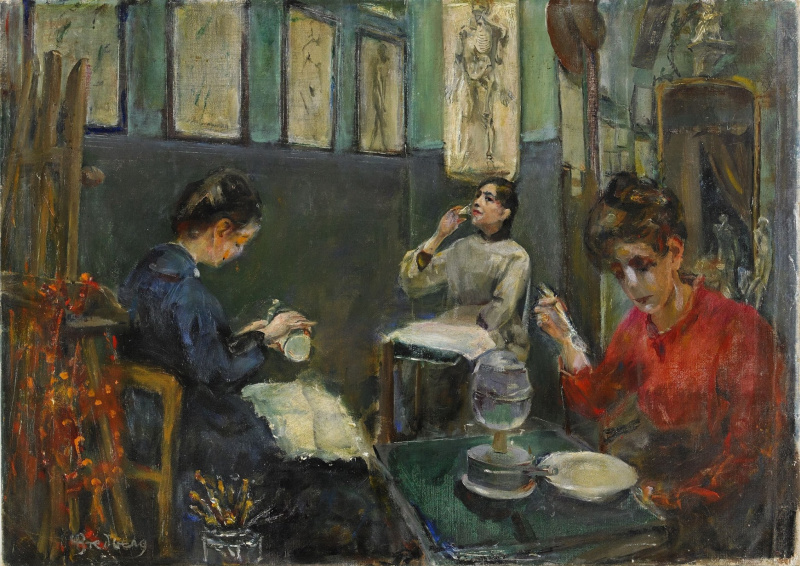
Académie Julian (stora dame ateliern) med mademoiselle Beson som dricker ur sitt glas (1884)
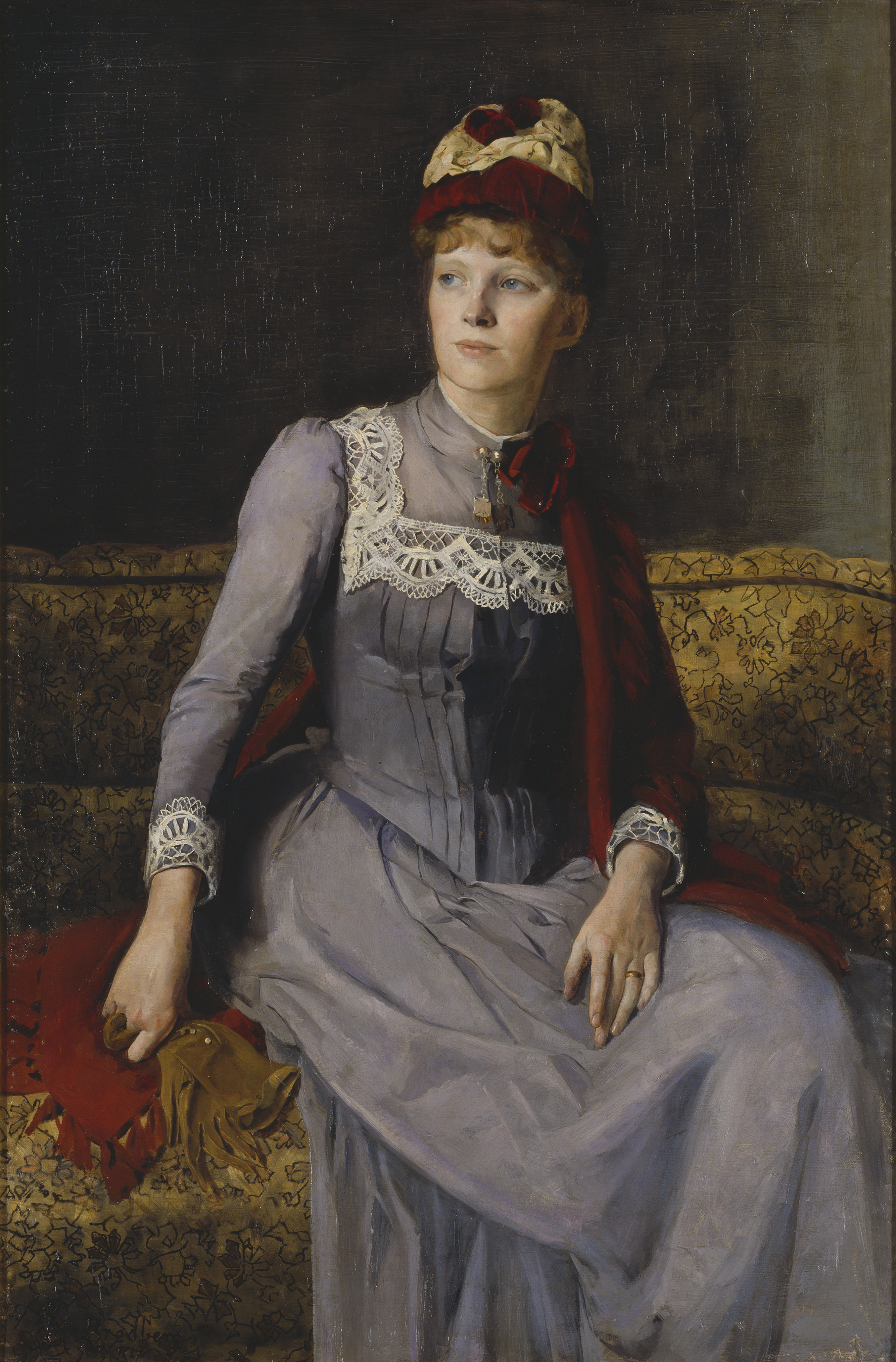
Fru Anna Flensburg (1887)
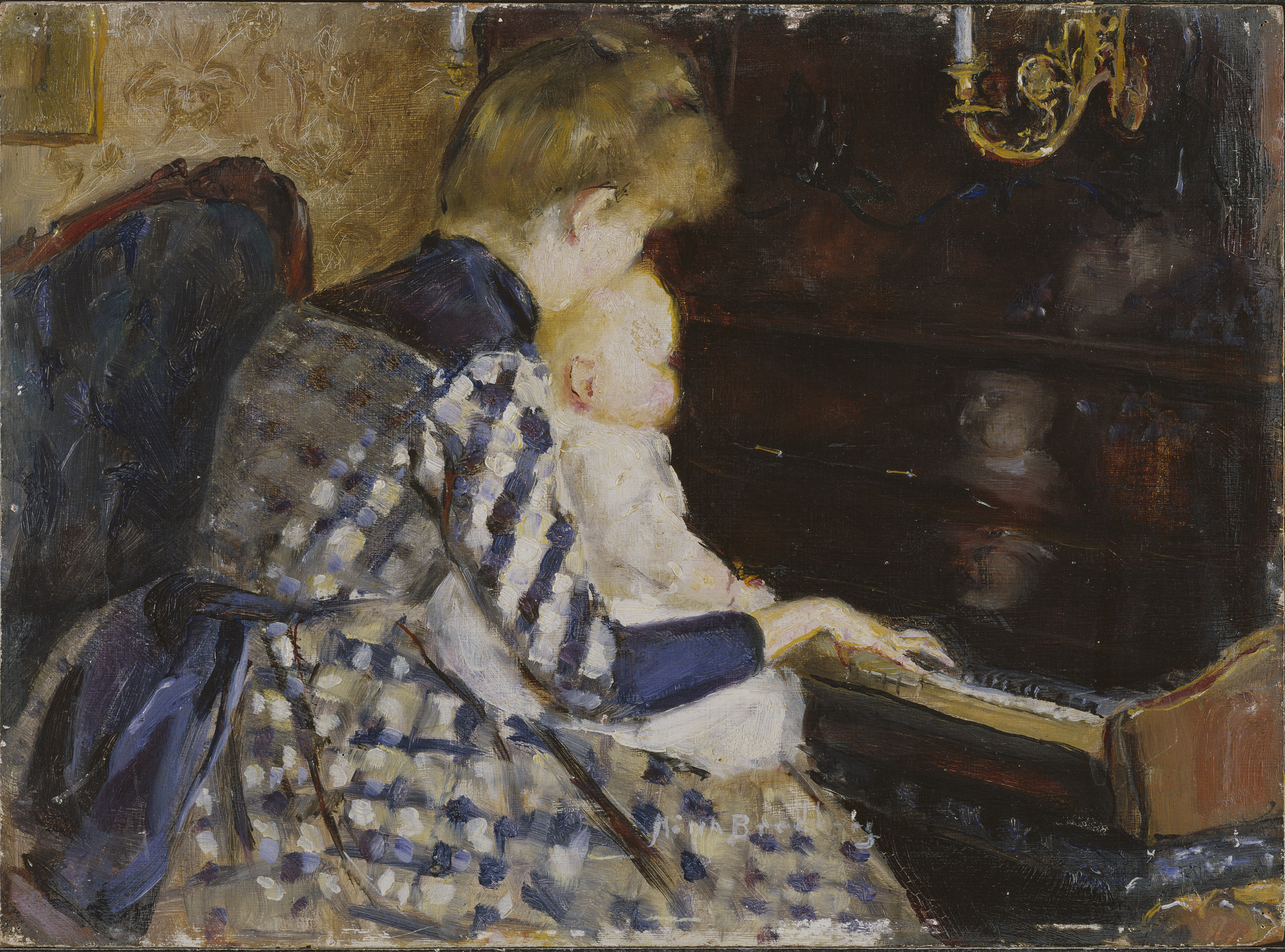
Vid pianot. Fru Anna Flensburg och dottern Lisa (1890)